# Ouzouer-des-Champs
Ouzouer-des-Champs település Franciaországban, Loiret megyében. Lakosainak száma 279 fő (2022. január 1.). Ouzouer-des-Champs Saint-Hilaire-sur-Puiseaux, Nogent-sur-Vernisson, Pressigny-les-Pins, Solterre és Varennes-Changy községekkel határos.

## Népesség
A település népességének változása:
| Lakosok száma | 157  | 235  | 217  | 390  | 266  | 258  | 244  | 266  | 277  | 279  |
|               | 1968 | 1982 | 1990 | 2006 | 2013 | 2015 | 2017 | 2019 | 2020 | 2022 |